# Соцпроф
Объединение профсоюзов России «Соцпроф» — общероссийское профсоюзное объединение. С 2008—2009 годов полностью поддерживает правящую в России партию «Единая Россия» и является противником каких-либо массовых протестных мероприятий. Основным методом борьбы «Соцпрофа» за права работников является подача исковых заявлений и жалоб в судебные органы.

## Краткая история

### «Соцпроф» в период существования СССР
Объединение социалистических профсоюзов СССР «Соцпроф» было создано в 1989 году как альтернатива монополии ВЦСПС в профсоюзном движении. В период существования СССР «Соцпроф» активно принимал участие в разработке ряда общесоюзных законов, включая Закон СССР «О профессиональных союзах, правах и гарантиях их деятельности». Наиболее заметными фигурами в общесоюзном профсоюзном объединении являлись Сергей Храмов, Лев Воловик, Георгий Дерягин, Николай Соловьев, Олег Львов.
Учредительное собрание «Соцпрофа» прошло 1 апреля 1989 года в Москве. На собрании был избран Координационный совет из трех человек, в их числе Сергей Храмов. В 1990—1991 годах Сергей Храмов занимал должность председателя КС Объединения социалистических профсоюзов СССР «Соцпроф», а затем КС Объединения профсоюзов СССР «Соцпроф».
Второй съезд, прошедший в феврале 1991 года в Донецке, принял решение о переименовании профсоюза в Объединение профсоюзов СССР «Соцпроф». К осени 1991 — зиме 1992 года основная работа уже велась республиканскими организациями «Соцпрофа». Функции общесоюзных структур фактически свелись к обмену и передаче информации. 28 декабря 1991 года в связи с развалом СССР Координационный совет общесоюзного «Соцпрофа» постановил приостановить деятельность Объединения профсоюзов СССР «Соцпроф» до прояснения обстановки и определения точек зрения республиканских организаций.

### Российский «Соцпроф» в 1990—2000-е годы
12—13 февраля 1991 года делегаты второго съезда общесоюзного «Соцпрофа», представлявшие российские организации, приняли решение об учреждении Объединения профсоюзов России «Соцпроф».
В 1990-е годы Соцпроф активно сотрудничал с Американской федерацией труда.
В апреле 1993 года Сергей Храмов от лица Соцпрофа заключил соглашение о сотрудничестве с Итальянской конфедерацией национальных профсоюзов трудящихся (CISNAL), организации близкой к неофашистской партии Итальянское социальное движение. Однако позже Храмов заявил, что соглашение не имело политического характера, а итальянская сторона не выполнила свою часть обязательств. А в 1995 году Итальянское социальное движение перешло на чуть более умеренные позиции и сменила название на Национальный альянс, а профсоюз CISNAL отошёл от фашистской идеологии корпоративизма к правому тред-юнионизму и сменил название на Всеобщий союз труда (UGL).
Во время разгона Верховного совета и Съезда народных депутатов, экстренная конференция Соцпрофа призвала свои членские организации воздержаться от участия в политических стачках.
В 1995 году объединение «Соцпроф» приняло участие в формировании Всероссийской конфедерации труда (ВКТ). Однако в 2000 году «Соцпроф» вышел из ВКТ.
Структуры Соцпрофа выделили на предвыборную кампанию Бориса Ельцина 1996 года более трёх миллиардов рублей (общий фонд был 15 миллиардов).
В 2002—2003 годах «Соцпроф» принял участие в создании Российской партии труда (РПТ), которая задумывалась как левоцентристская партия. Активное участие в создании РПТ принимали также профсоюз «Защита труда» (лидер — Олег Шеин) и различные левые и леворадикальные организации. Председателем РПТ стал Олег Шеин, председателем Федерального совета РПТ — лидер «Соцпрофа» Сергей Храмов. В 2003 году в партии произошел раскол на сторонников Олега Шеина и Сергея Храмова. Формальные права на партию (печать и регистрация) остались за Храмовым, который стал единственным лидером партии. В 2005 году РПТ была преобразована в партию «Патриоты России».
В 2004 году председатель Соцпрофа Сергей Храмов был доверенным лицом Владимира Путина в предвыборной кампании.

### «Соцпроф» после 2008 года
В феврале 2008 года на шестом профсоюзном съезде главой «Соцпрофа» был избран Сергей Вострецов. Съезд проводился в Санкт-Петербурге, на нем было принято решение о переносе штаб-квартиры объединения из Москвы в Санкт-Петербург. На съезде также было принято решение о поддержке кандидатуры Дмитрия Медведева на президентских выборах 2008 года. В сентябре того же года между Соцпрофом и Единой Россией было подписано соглашение о сотрудничестве. В 2009 году Сергей Вострецов встретился с президентом России Дмитрием Медведевым. На встрече обсуждались вопросы развития профсоюзного движения в России.
В течение 2009—2010 годов «Соцпрофом» предпринималась попытка создания на своей основе широкого объединения профсоюзов, которое бы стало альтернативой Федерации независимых профсоюзов России. С этой целью в январе 2010 года был создан Координационный совет председателей профсоюзов (КСПП), председателем которого стал лидер «Соцпрофа» Сергей Вострецов. Участие в работе КСПП приняли также представители нескольких профсоюзов, входящих во Всероссийскую конфедерацию труда, Конфедерацию труда России и Федерацию профсоюзов России. Однако в сентябре 2010 года без участия представителей «Соцпрофа» в Москве был учрежден Союз профсоюзов России (СПР). Основу СПР составили ряд профсоюзов, ранее принимавших участие в работе КСПП.
В 2018 году председатель профсоюза Сергей Вострецов поддержал пенсионную реформу.
В 2023 году прошёл XI съезд Соцпроф, на котором присутствовали так же и делегаты от новых членских организаций из ДНР, ЛНР, Херсонской и Запорожской областей.

## Методы действия Соцпрофа
По состоянию на начало 2010-х годов Соцпроф для защиты прав наемных работников использует в основном обращения в суды.

## Союз Соцпрофа и «Единой России»
После либерализации в 2012 году партийного законодательства лидер «Соцпрофа» Сергей Вострецов стал руководителем собственной «Трудовой партии России». Однако успеха эта партия не имеет и даже не участвовала на выборах в Государственную думу в 2016 году. Зато сам Вострецов стал на этих выборах депутатом от «Единой России». При этом Соцпроф напоминает молодежные проправительственные организации, строящие свои кампании на противопоставлении федеральной власти и тех нерадивых местных чиновников (и бизнесменов), которые не желают эту власть поддержать.
Председатель «Соцпрофа» и депутат Государственной думы от «Единой России» Сергей Вострецов в 2018 году заявил, что не надо хлопать «крыльями по корпусу» и что без повышения пенсионного возраста «через 2-3 года мы не сможем людям пенсии платить вообще» Вострецов раскритиковал руководителя Конфедерации труда России Бориса Кравченко:

В любом случае пенсионный возраст повышать придётся, потому что это единственная мера, которая может вывести страну из коллапса. Иначе мы вынуждены будем снижать пенсии, а не повышать. Это все понимают. Но зачем эта ситуация раскачивается — тоже понятно. Когда люди получают ресурсы из-за рубежа, то понятно, на кого они работают… Посмотрите, кто остался непримиримым в этом строю — только Конфедерация труда России. Эту конфедерацию возглавляет Борис Кравченко. Где Борис Кравченко получает свои ресурсы?
На заседании Центрального совета Соцпрофа в ноябре 2023 года было принято решение о поддержке Владимира Путина на президентских выборах 2024 года.

## Структура
Профобъединение «Соцпроф» включает в себя общероссийские и межрегиональные профсоюзы, а также региональные и территориальные объединения профсоюзов. Согласно Уставу объединения, его высшим руководящим органом является съезд. Съезд избирает председателя «Соцпрофа», принимает решение о досрочном прекращении его полномочий, формирует Центральный совет, избирает Ревизионную комиссию. Центральный совет в период между очередными съездами является постоянно действующим руководящим органом профобъединения.

### Руководители общесоюзного и российского объединений профсоюзов «Соцпроф»
Председатель Координационного совета Объединения профсоюзов СССР «Соцпроф»
- 1990 — Сергей Храмов
- 1991—1992 — Сергей Храмов

Председатель Координационного совета Объединения профсоюзов России «Соцпроф»
- 1991—1992 — Сергей Храмов

Председатели Объединения профсоюзов России «Соцпроф»
- 1992—2008 — Сергей Храмов
- С 2008 — Сергей Вострецов

### Съезды общесоюзного и российского объединений профсоюзов «Соцпроф»
Объединение социалистических профсоюзов СССР «Соцпроф» и Объединение профсоюзов СССР «Соцпроф»
- Учредительное собрание — 1 апреля 1989 года, Москва, РСФСР
- Первый съезд — февраль 1990 года, Москва
- Второй съезд — 11—12 февраля 1991 года, Донецк, УССР

Объединение профсоюзов России «Соцпроф»
- Учредительный съезд — 12—13 февраля 1991 года, Донецк, УССР
- Второй — 23—26 февраля 1992 года
- Третий — 29—31 марта 1995 года
- Четвертый — 30 марта — 1 апреля 1999 года
- Пятый — 6 сентября 2003
- Шестой — 3—4 февраля 2008 года, Санкт-Петербург
- Внеочередной седьмой — 3 ноября 2009 года, Санкт-Петербург
- Восьмой — 4 февраля 2012 года, Санкт-Петербург
- Девятый — 7 ноября 2015, Санкт-Петербург
- Десятый — 5 апреля 2019 года, Москва
- Одиннадцатый — 19 апреля 2023 года, Москва